# Presidentvalet i Filippinerna 1998
Presidentvalet i Filippinerna ägde rum måndag den 11 maj 1998. Det var det andra presidentvalet som hölls enligt den filippinska grundlagen från 1987.  Det fanns tio presidentkandidater.
Joseph Estrada från Laban ng Makabayang Masang Pilipino-partiet vann med 10 722 295 röster och en röstandel på 39,86% mot Jose de Venecias 4 268 483 (15,87%).  Estrada fick det största antalet röster och den största röstandelen för en president hittills.
1. ↑  ”CNN.com - World - Election Watch”. www.cnn.com. http://www.cnn.com/WORLD/election.watch/asiapcf/philippines2.html. Läst 3 mars 2016.